# Nonthaburi Challenger I 2024
Il Nonthaburi Challenger I 2024 è un torneo combinato maschile e femminile del tennis professionistico. È la 7ª edizione del torneo maschile, facente parte della categoria Challenger 75 nell'ambito dell'ATP Challenger Tour 2024, con un montepremi di 82 000 $. È la prima edizione di quella femminile facente parte della categoria W50 nell'ambito dell'ITF Women's World Tennis Tour 2024. Si gioca dal 1º al 6 gennaio 2024 sui campi in cemento del Lawn Tennis Association of Thailand di Nonthaburi, in Thailandia.

## Torneo maschile

### Teste di serie
| Nazionalità | Giocatore         | Ranking* | Testa di serie |
| ----------- | ----------------- | -------- | -------------- |
| Austria     | Dennis Novak      | 165      | 1              |
| Rep. Ceca   | Zdeněk Kolář      | 174      | 2              |
| Italia      | Mattia Bellucci   | 177      | 3              |
|             | Ivan Gakhov       | 180      | 4              |
| Belgio      | Kimmer Coppejans  | 186      | 5              |
| Kazakistan  | Beibit Zhukayev   | 188      | 6              |
| Italia      | Stefano Travaglia | 193      | 7              |
| Italia      | Marco Cecchinato  | 198      | 8              |

* Ranking al 25 dicembre 2023.

### Altri partecipanti
I seguenti giocatori hanno ricevuto una wild card per il tabellone principale:
- Maximus Jones
- Kasidit Samrej
- Wishaya Trongcharoenchaikul

I seguenti giocatori sono passati dalle qualificazioni:
- Hong Seong-chan
- Arthur Weber
- Valentin Vacherot
- Rio Noguchi
- Marat Sharipov
- Lucas Pouille

Il seguente giocatore è entrato in tabellone come lucky loser:
- Tseng Chun-hsin

## Punti e montepremi
| Torneo    | Torneo              | V      | F      | SF    | QF    | 2T    | 1T    | Q | Q2  | Q1  |
| Singolare | Punti               | 100    | 60     | 36    | 20    | 9     | 0     | 5 | 2   | 0   |
| Singolare | Premi in denaro ($) | 17 650 | 10 380 | 6 140 | 3 570 | 2 105 | 1 270 | – | 635 | 320 |
| Doppio    | Punti               | 100    | 60     | 36    | 20    | –     | 0     | – | –   | –   |
| Doppio    | Premi in denaro ($) | 7 590  | 4 400  | 2 645 | 1 570 | –     | 880   | – | –   | –   |

## Campioni

### Singolare maschile
Valentin Vacherot ha sconfitto in finale  Lucas Pouille con il punteggio di 3–2 rit.

### Singolare femminile
Antonia Ruzic ha sconfitto in finale  Sara Saito con il punteggio di 6–1, 6–3.

### Doppio maschile
Arthur Fery /  Joshua Paris hanno sconfitto in finale  Pruchya Isaro /  Maximus Jones con il punteggio di 6–2, 7–5.

### Doppio femminile
Zhibek Kulambayeva /  Sapfo Sakellaridi  hanno sconfitto in finale   Lanlana Tararudee /  Chia YiTsao per walkover.